# Donsinema longisetum
Donsinema longisetum är en rundmaskart som beskrevs av Allgen 1949. Donsinema longisetum ingår i släktet Donsinema och familjen Enoplidae. Inga underarter finns listade i Catalogue of Life.